# Гуламов Бахтіяр Абіл-огли
Бахтія́р Абі́л огли́ Гула́мов, у деяких джерелах зустрічається неправильний варіант написання імені Бахтія́р Кула́мов (азерб. Bəxtiyar Qulamov; 10 липня 1949, Баку, СРСР — 7 січня 2014, Баку, Азербайджан) — радянський та азербайджанський футболіст, що грав на позиції захисника у футбольному клубі «Нефтчі» (Баку). Майстер спорту СРСР. Після завершення кар'єри працював на тренерській ниві, був віце-президентом та виконуючим обов'язки головного тренера ФК «Бакили».

## Життєпис
Бахтіяр Гуламов народився у Баку, де й зробив собі кар'єру футболіста, виступаючи за місцевий клуб «Нефтчі» з 1972 по 1978 рік. За цей час він провів 180 матчів (за деякими даними 181) у чемпіонатах Радянського Союзу та 14 поєдинків у Кубку країни. У осінній частині сезону 1976 року разом з командою отримав «срібло» першої ліги чемпіонату СРСР та здобув право змагатися у найсильнішому радянському дивізіоні.
Після завершення кар'єри футболіста працював тренером. З літа 2008 року обіймав посаду віце-президента футбольного клубу «Бакили», а наприкінці жовтня того ж року, після відставки наставника команди Надира Гасимова, почав виконувати обов'язки головного тренера клубу.
7 січня 2014 року Бахтіяр Гуламов помер у Баку.

## Досягнення
Командні трофеї
- Срібний призер першої ліги чемпіонату СРСР (1): 1976 (о)

Особисті здобутки
- Майстер спорту СРСР